# Kościół w Kräklingbo
Kościół w Kräklingbo – świątynia należąca do diecezji Visby Kościoła Szwecji. Znajduje się we wschodniej części Gotlandii.

## Architektura
Prezbiterium i absyda to najstarsze części tutejszego kościoła. Wcześniej obie te części stanowiły nawę i prezbiterium. Jeśli wierzyć inskrypcji, to kościoła zaczęto używać w 1211 roku. Obecna nawa i zakrystia zostały dobudowane około 1300 roku, z wykorzystaniem starszych detali. Nieco młodsze są dwa główne portale. Są one bogato upiększone rzeźbami przedstawiającymi motywy religijne i ozdobne. Nigdy nie wzniesiono właściwej wieży kościelnej. Widoczna iglica pochodzi prawdopodobnie dopiero z XVIII wieku, jednak została przebudowana podczas remontu w 1908 roku.

## Wnętrze

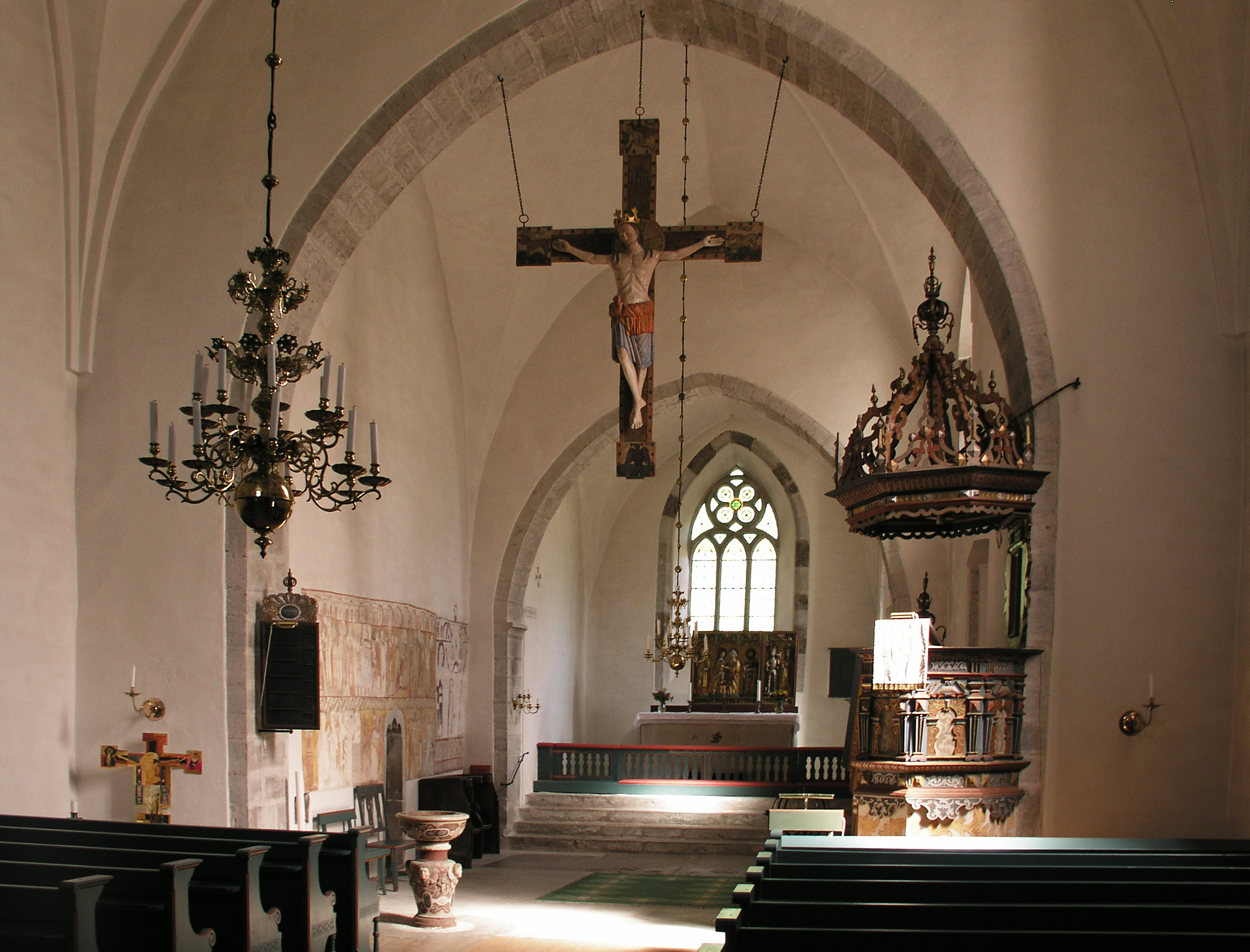
Wnętrze

Wnętrze świątyni zdobią freski. Większość z nich datuje się na początek XIII wieku. Przedstawiają one różne motywy religijne. Podczas remontu w 1908 roku dodano trzy malowidła. Ponadto we wnętrzu świątyni znaleźć można wiele elementów wyposażenia pochodzących ze średniowiecza. Ołtarz jest dziełem XVI-wiecznym. Krzyż triumfalny jest starszy – pochodzi z końca XIII wieku i został wykonany w stylu romańskim. Ławki w prezbiterium pochodzą z XIV wieku. Chrzcielnica z piaskowca i ambona powstały w drugiej połowie XVII wieku, w stylu barokowym.